# Namibijský dolar
Namibijský dolar je zákonným platidlem jihoafrického státu Namibie. Jeho ISO 4217 kód je NAD. Jeden dolar se skládá ze sta centů. Kromě dolaru je možné v Namibii používat i jihoafrický rand. Znak namibijské měny je $, nebo také N$ pro odlišení od jiných národních měn se stejným názvem „dolar“. 

## Historický přehled měn dnešní Namibie
- Německá jihozápadoafrická marka (1884 - 1915) Území dnešní Namibie bylo německou kolonií s názvem Německá jihozápadní Afrika.
- Jihoafrická libra (1915 - 1961) Německo ztratilo během 1. světové války svoje veškeré kolonie. Od roku 1915 okupovala Jihoafrická unie (předchůdce dnešní Jihoafrické republiky) území německé kolonie a nahradila marku svou vlastní měnou - jihoafrickou librou. Roku 1920 byla Jihoafrická unie oficiálně Ligou národů pověřena správou Německé jihozápadní Afriky a přejmenovala ji na Jihozápadní Afrika.
- Jihoafrický rand
  - 1961 - 1990 Roku 1961 se Jihoafrická unie (která spravovala Jihozápadní Afriku) přetransformovala na současnou Jihoafrickou republiku. Jedním z projevů této změny byla také měnová reforma. Ta spočívala v tom, že rand nahradil libru ve směnném poměru 1 libra = 2 randy.
  - 1990 - 1993 Roku 1990 získala Namibie nezávislost na Jihoafrické republice. Novou vlastní měnu ale v počátcích své existence nezavedla a nadále používala jihoafrický rand.
- Namibijský dolar + jihoafrický rand (1993 - dosud) Nová namibijská měna byla zavedena v roce 1993. Vycházela z randu v poměru 1:1 a je na něj dosud pevně navázaná. Díky Společnému měnovému prostoru (ekonomická spolupráce několika jihoafrických zemí, které společně používají rand + národní měny, které jsou s ním pevně spojené v poměru 1:1) lze na území Namibie používat i jihoafrický rand.[2]

| Pozn.: Německá jihozápadní Afrika = Jihozápadní Afrika = Namibie = totéž území |
| ------------------------------------------------------------------------------ |

## Mince a bankovky
Namibijské mince mají hodnoty 5, 10, 50 centů, dále 1 a 5 dolarů. Bankovky jsou tisknuty v hodnotách 10, 20, 50, 100 a 200 dolarů.